# Мондегу
Монде́гу (порт. Mondego) — річка в Португалії. П'ята найбільша річка країни. Бере початок у Зіркових горах. Протікає через місто Коїмбра. Впадає в Атлантичний океан, неподалік Фігейри-да-Фош.

## Назва
- Му́нда (лат. Munda, «чиста»; грец. Μοῦνδα, Moúnda[1]) — антична римська й ранньосередньовічна назва.
- Монде́го (ст.-порт. Mondego) — стара португальська назва.
- Монде́гу (порт. Mondego, МФА: [mõ.ˈde.gu][2]) — сучасна португальська назва.

## Фізична географія
Мондего має загальну довжину 234 км. Її джерело знаходиться в Серра-да-Ештрела, в муніципалітеті Говея, на висоті близько 1425 метрів. По своєму первісному маршруту перетинає Серра-да-Ештрела, з південного заходу на північний схід, в повітах Говея і Гуарда. За кілька миль від цього міста, недалеко від міста Віла-Кортес, Мондего досягає висоти нижче 450 метрів. На даному місці річка змінює свій курс на північний захід, а потім, у графстві Селоріку Бейра, на південний захід. Тут починається її середня течія, уздовж пагорбів Бейри, вона прорізує гранітні та метаморфічні утворення. Після цього річка утворює кордон між районами Візеу, на півночі, Гуарда і Коїмбра на півдні. Потім річка протікає через вузьку долину, маршрут характеризується багатьма складнощами. У останній стадії, проходить через величезні рівнини, потім впадає в Атлантичний океан. У гирлі утворюється лиман близько 25 км в довжину і площею 3,5 км². Останні 7,5 км річка розпадається на два рукави (північний і південний), які знов повертаються в одну течію, утворюючи невеликий острів Муррасейра.